# Eparchia siergijewoposadzka
Eparchia siergijewoposadzka (ros. Сергиево-Посадская епархия) – jedna z eparchii Rosyjskiego Kościoła Prawosławnego, z siedzibą w Siergijew Posadzie. Wchodzi w skład metropolii moskiewskiej.
Utworzona postanowieniem Świętego Synodu 13 kwietnia 2021 r. Obejmuje część obwodu moskiewskiego –  rejony siergijewo-posadzki, puszkiński, mytiszczański, korolowski, dmitrowski, tałdomski, kliński, sołniecznogorski oraz okręgi miejskie Dubna, Chimki, Dołgoprudnyj i Łobnia.

## Biskupi siergijewoposadzcy
- Tomasz (Demczuk), 2021-2023[2]
- Cyryl (Zinkowski), od 2023[3]